# Rick Green
Richard Douglas „Rick“ Green (* 20. Februar 1956 in Belleville, Ontario) ist ein ehemaliger kanadischer Eishockeyspieler und -trainer, der im Verlauf seiner aktiven Karriere zwischen 1972 und 1992 unter anderem 945 Spiele für die Washington Capitals, Canadiens de Montréal, Detroit Red Wings und New York Islanders in der National Hockey League (NHL) auf der Position des Verteidigers bestritten hat. Green, der beim NHL Amateur Draft 1976 als Gesamterster ausgewählt wurde, gewann mit den Canadiens de Montréal im Jahr 1986 den Stanley Cup. Anschließend war er bis zum Jahr 2013 als Assistenztrainer – unter anderem bei zahlreichen NHL-Franchises – tätig.

## Karriere
Green spielte während seiner Juniorenzeit für die London Knights in der Ontario Hockey Association (OHA) bzw. Ontario Major Junior Hockey League (OMJHL). Nach einer herausragenden Saison 1975/76 in der er ins All-Star Team der Liga gewählt wurde, wählten die Washington Capitals aus der National Hockey League (NHL) ihn mit ihrem Erstwahlrecht beim NHL Amateur Draft 1976 aus. Auch beim WHA Amateur Draft 1976 wurde er ausgewählt. Die Nordiques de Québec aus der World Hockey Association (WHA) erwarben die Rechte in der zweiten Runde an der zehnten Stelle.
Gleich zur Saison 1976/77 schaffte der Kanadier den Sprung in die NHL und konnte sich als defensiv ausgerichteter Verteidiger etablieren. Er gab in seinen sechs Jahren bei den Capitals der Defensive seines Teams halt. Da Washington sich in dieser Zeit nie für die Playoffs qualifizieren konnte, nahm er in den Jahren 1979, 1981 und 1982 auch an der Eishockey-Weltmeisterschaft teil. Bei letzterer gewann er mit der kanadischen Eishockeynationalmannschaft die Bronzemedaille.
Im September 1982 holten die Capitals Rod Langway, Brian Engblom und Craig Laughlin. Im Gegenzug musste Green zusammen mit Ryan Walter zu den Canadiens de Montréal wechseln. Auch in Montréal gelang es ihm durch sein konstantes Spiel der Verteidigung der Canadiens weitere Sicherheit zu geben. Ein Höhepunkt seiner Karriere war der Gewinn des Stanley Cups zum Ende der Stanley-Cup-Playoffs 1986. Dank seiner Stärke in der Defensive stand er auch im Kader des NHL-Teams beim Rendez-vous ’87. Nach einer erneuten Teilnahme an den Finalspielen der Stanley-Cup-Playoffs 1989 wechselte er für eine Saison nach Italien zum HC Meran. Die Saison war von einer schweren Verletzung überschattet. Davon genesen spielte er 1990 wieder bei der Weltmeisterschaft.
Zur Saison 1990/91 kehrte er in die NHL zurück und verbrachte eine Saison für die Detroit Red Wings. In der folgenden Saison bestritt er nach einem Tauschgeschäft mit Alan Kerr noch vier Spiele für die New York Islanders. Nach seiner aktiven Karriere blieb er anfangs bei den Islanders und fungierte dort drei Jahre lang bis zum Sommer 1995 als Assistenztrainer, bevor er die zweite Hälfte der 1990er-Jahre als Assistent seines früheren Mannschaftskameraden Larry Robinson bei den Los Angeles Kings verbrachte. Er beendete die dortige Tätigkeit im Sommer 1999. Zwei Jahre später kehrte er als Assistenztrainer zu den Canadiens de Montréal zurück, die er nach fünf Spielzeiten im Jahr 2006 verließ. Zwischen 2007 und 2013 war er als Assistenztrainer an der Concordia University tätig.

## Erfolge und Auszeichnungen
- 1976 Max Kaminsky Trophy
- 1976 OMJHL First All-Star Team
- 1986 Stanley-Cup-Gewinn mit den Canadiens de Montréal
- 1987 Teilnahme am Rendez-vous ’87

### International
- 1982 Bronzemedaille bei der Weltmeisterschaft

## Karrierestatistik

### International
| Vertrat Kanada bei: - Weltmeisterschaft 1979 - Weltmeisterschaft 1981 - Weltmeisterschaft 1982 - Weltmeisterschaft 1990 | Vertrat die National Hockey League bei: - Rendez-vous ’87 |

(Legende zur Spielerstatistik: Sp oder GP = absolvierte Spiele; T oder G = erzielte Tore; V oder A = erzielte Assists; Pkt oder Pts = erzielte Scorerpunkte; SM oder PIM = erhaltene Strafminuten; +/− = Plus/Minus-Bilanz; PP = erzielte Überzahltore; SH = erzielte Unterzahltore; GW = erzielte Siegtore; 1 Play-downs/Relegation; Kursiv: Statistik nicht vollständig)